# Хабибуллин, Заки Хабибуллович
Заки Хабибуллович Хабибуллин (1911—1945) — Герой Советского Союза. Командир стрелкового полка, подполковник.

## Биография
Родился в 1911 году в селе Верхний Отар Казанской губернии (ныне Сабинского района Республики Татарстан). По национальности татарин. После окончания семилетней школы работал инспектором Татсоцстрахкассы сначала в своём районе, потом в Казани. В 1931 году был призван в армию, окончил военно-политическое училище. После этого служил в разных частях на политической и комсомольской работе, в том числе в частях, которые участвовали в войне с Финляндией. В начале 1940-х годов прошёл курсы переподготовки и стал строевым командиром.
С первых дней войны находился на фронте. Подполковник, командир 1069-го стрелкового полка 311-й стрелковой Двинской ордена Суворова дивизии. Хабибулина считали одним из лучших командиров полка не только в своей дивизии, но и в корпусе.
Звание Героя присвоено 27 февраля 1945 за самоотверженность в бою у населённого пункта Конары в Польше. Погиб в бою 1 мая 1945. Похоронен в Старгард-Щецински (Польша).

## Героическая гибель
В последние дни войны Хабибуллин попал в госпиталь с инфекционной желтухой. Но сбежал с больничной койки и доложил об этом командиру дивизии Б. Владимирову, прося разрешения принять командование полком. «Я, товарищ генерал, очень хочу принять участие в завершающем этапе
войны, в госпитале мне не лежится», — пояснил Хабибуллин. Но Владимиров отправил его обратно в госпиталь. Тогда Хабибуллин применил хитрость и позвонил начальнику штаба, сообщив о своём прибытии из госпиталя. Получив его разрешение, Хабибуллин отправился в
боевые порядки 1069-го стрелкового полка, где одна из рот батальона дралась за мост у города Альтруппина.

Стрельба из пулемётов и автоматов шла с обеих сторон. Немцы стремились изо всех сил удержать мост. Пули жужжали, как шмели, невозможно было поднять головы. Улучив мгновение, с криком «За мной!» Хабибуллин бросился к мосту. За ним — бойцы. В то же мгновение автоматная очередь изрешетила его грудь. Он упал замертво, как подкошенный. Бойцы батальона уничтожили немцев, мост был захвачен, путь на запад открыт. Это был последний бой для прекрасного командира полка, Героя Советского Союза, славного сына Родины Закки Хабибуллина.— Владимиров Б. А. Комдив. От Синявинских высот до Эльбы (в авторской редакции). М.: Яуза, Эксмо, 2010.

## Награды
- Медаль «Золотая Звезда» Героя Советского Союза (27.02.1945)[1][2];
- орден Ленина (27.02.1945);
- орден Красного Знамени (30.09.1944)[7];
- медаль «За боевые заслуги» (1944)[8].
- медаль «За оборону Ленинграда» (1943).

## Память
- На родине З. Х. Хабибулина сооружён бюст.
- Его имя носят пионерский отряд и улица в г. Невель Псковской обл. Там же установлена мемориальная доска.
- В Слободском, где формировался 1069-й стрелковый полк, на мемориале 311-й стрелковой дивизии установлен бюст Героя Советского Союза З. Х. Хабибуллина, окончившего свой боевой путь в должности командира 1069-го стрелкового полка.